# Saint-Bonnet-de-Montauroux
Saint-Bonnet-de-Montauroux – miejscowość i dawna gmina we Francji, w regionie Oksytania, w departamencie Lozère. W 2013 roku populacja gminy wynosiła 111 mieszkańców. Nazwa miejscowości pochodzi od imienia św. Boneta. 
W dniu 1 stycznia 2017 roku z połączenia dwóch ówczesnych gmin – Saint-Bonnet-de-Montauroux oraz Laval-Atger – utworzono nową gminę Saint-Bonnet-Laval. Siedzibą gminy została miejscowość Saint-Bonnet-de-Montauroux. 